# Косинус хиперболични
Косинус хиперболички: је парна функција, чији се домен креће у границама (-∞,∞), а кодомен [1,∞), са минимумом у нули. Оса симетрије функције је y-оса, а асимптота нема. Једна од дефиниција гласи:
{\displaystyle \operatorname {cosh} (x)={\frac {e^{x}+e^{-x}}{2}}}

## Галерија
- Косинус хиперболични (пуна црвена линија) упоређен са параболом (плава испрекидана линија)